# EPrix de São Paulo 2024
GP précédent GP suivant
Le ePrix de São Paulo 2024, disputé le 16 mars 2024, sur le Circuit urbain de São Paulo à São Paulo est la 120e épreuve du championnat du monde de Formule E courue depuis 2014. Il s'agit de la 2e édition du ePrix de São Paulo comptant pour le championnat du monde et de la quatrième manche du championnat 2023-2024.

## Essais libres

### Première séance, le vendredi de 16 h 30 à 17 h 00
| Pos. | Pilote             | Voiture                | Chrono         | Écart     |
| ---- | ------------------ | ---------------------- | -------------- | --------- |
| 1    | Mitch Evans        | Jaguar TCS Racing      | 1 min 12 s 555 |           |
| 2    | Nick Cassidy       | Jaguar TCS Racing      | 1 min 12 s 776 | + 0 s 221 |
| 3    | Edoardo Mortara    | Mahindra Racing        | 1 min 13 s 096 | + 0 s 541 |
| 4    | Dan Ticktum        | ERT Formula E Team     | 1 min 13 s 138 | + 0 s 583 |
| 5    | Pascal Wehrlein    | Porsche Formula E Team | 1 min 13 s 179 | + 0 s 624 |
| 6    | Maximilian Günther | Maserati MSG Racing    | 1 min 13 s 214 | + 0 s 659 |

### Deuxième séance, le samedi de 7 h 30 à 8 h
| Pos. | Pilote                 | Voiture                 | Chrono         | Écart     |
| ---- | ---------------------- | ----------------------- | -------------- | --------- |
| 1    | Sam Bird               | Mclaren Formula E Team  | 1 min 12 s 773 |           |
| 2    | Stoffel Vandoorne      | DS Penske               | 1 min 12 s 872 | + 0 s 099 |
| 3    | Oliver Rowland         | Nissan Formula E Team   | 1 min 12 s 937 | + 0 s 164 |
| 4    | Jake Dennis            | Andretti Formula E Team | 1 min 12 s 943 | + 0 s 170 |
| 5    | Pascal Wehrlein        | Porsche Formula E Team  | 1 min 13 s 001 | + 0 s 228 |
| 6    | António Félix da Costa | Porsche Formula E Team  | 1 min 13 s 003 | + 0 s 320 |

## Séance de qualifications

### Phase de groupes
| Groupes  | Groupes | Groupes | Groupes | Groupes | Groupes | Groupes | Groupes | Groupes | Groupes | Groupes | Groupes |
| -------- | ------- | ------- | ------- | ------- | ------- | ------- | ------- | ------- | ------- | ------- | ------- |
| Groupe A | JEV     | VAN     | CAS     | EVA     | ROW     | DEV     | MUE     | FRI     | DIG     | NAT     | SET     |
| Groupe B | BUE     | GUE     | WEH     | FEN     | BIR     | DAR     | TIC     | DAC     | HUG     | DEN     | MOR     |

| Pos. | Pilote              | Écurie                   | Chrono         |
| ---- | ------------------- | ------------------------ | -------------- |
| 1    | Jean-Éric Vergne    | DS Penske                | 1 min 13 s 731 |
| 2    | Stoffel Vandoorne   | DS Penske                | 1 min 13 s 849 |
| 3    | Mitch Evans         | Jaguar TCS Racing        | 1 min 13 s 858 |
| 4    | Nico Müller         | ABT CUPRA Formula E Team | 1 min 13 s 867 |
| 5    | Nick Cassidy        | Jaguar TCS Racing        | 1 min 13 s 878 |
| 6    | Oliver Rowland      | Nissan Formula E Team    | 1 min 13 s 925 |
| 7    | Nyck de Vries       | Mahindra Racing          | 1 min 13 s 935 |
| 8    | Lucas di Grassi     | ABT CUPRA Formula E Team | 1 min 13 s 962 |
| 9    | Robin Frijns        | Envision Racing          | 1 min 13 s 987 |
| 10   | Sérgio Sette Câmara | ERT Formula E Team       | 1 min 14 s 057 |
| 11   | Norman Nato         | Andretti Formula E       | 1 min 14 s 146 |

| Pos. | Pilote                 | Écurie                           | Chrono         |
| ---- | ---------------------- | -------------------------------- | -------------- |
| 1    | Maximilian Günther     | Maserati MSG Racing              | 1 min 13 s 516 |
| 2    | Pascal Wehrlein        | TAG Heuer Porsche Formula E Team | 1 min 13 s 713 |
| 3    | Edoardo Mortara        | Mahindra Racing                  | 1 min 13 s 734 |
| 4    | Sam Bird               | Neom McLaren Formula E Team      | 1 min 13 s 786 |
| 5    | António Félix da Costa | TAG Heuer Porsche Formula E Team | 1 min 13 s 791 |
| 6    | Jake Dennis            | Andretti Formula E               | 1 min 13 s 844 |
| 7    | Jake Hughes            | Neom McLaren Formula E Team      | 1 min 13 s 870 |
| 8    | Sacha Fenestraz        | Nissan Formula E Team            | 1 min 13 s 967 |
| 9    | Jehan Daruvala         | Maserati MSG Racing              | 1 min 14 s 032 |
| 10   | Sébastien Buemi        | Envision Racing                  | 1 min 14 s 085 |
| 11   | Dan Ticktum            | ERT Formula E Team               | 1 min 14 s 115 |

### Duels de qualifications
|  | Quart de finale | Quart de finale    | Quart de finale    |                 |             | Demi-finale       | Demi-finale | Demi-finale |  |  | Finale | Finale            | Finale   |
|  |                 |                    |                    |                 |             |                   |             |             |  |  |        |                   |          |
|  | A3              | Mitch Evans        | 1:13.184           |                 |             |                   |             |             |  |  |        |                   |          |
|  | A2              | Stoffel Vandoorne  | 1:13.028           |                 |             |                   |             |             |  |  |        |                   |          |
|  | A2              | Stoffel Vandoorne  | 1:13.028           |                 |             | Stoffel Vandoorne | 1:12.566    |             |  |  |        |                   |          |
|  |                 |                    |                    |                 |             | Stoffel Vandoorne | 1:12.566    |             |  |  |        |                   |          |
|  |                 |                    | Jean-Éric Vergne   | 1:13.287        |             |                   |             |             |  |  |        |                   |          |
|  | A4              | Nico Müller        | Jean-Éric Vergne   | 1:13.287        | Sans chrono |                   |             |             |  |  |        |                   |          |
|  | A4              | Nico Müller        |                    |                 | Sans chrono |                   |             |             |  |  |        |                   |          |
|  | A1              | Jean-Éric Vergne   | 1:12.917           |                 |             |                   |             |             |  |  |        |                   |          |
|  |                 |                    |                    |                 |             |                   |             |             |  |  |        | Stoffel Vandoorne | 1:12.791 |
|  |                 |                    |                    | Pascal Wehrlein | 1:12.789    |                   |             |             |  |  |        |                   |          |
|  | B3              | Edoardo Mortara    | 1:13.368           |                 |             |                   |             |             |  |  |        |                   |          |
|  | B2              | Pascal Wehrlein    | 1:12.846           |                 |             |                   |             |             |  |  |        |                   |          |
|  | B2              | Pascal Wehrlein    | 1:12.846           |                 |             | Pascal Wehrlein   | 1:12.764    |             |  |  |        |                   |          |
|  |                 |                    |                    |                 |             | Pascal Wehrlein   | 1:12.764    |             |  |  |        |                   |          |
|  |                 |                    | Maximilian Günther | 1:13.041        |             |                   |             |             |  |  |        |                   |          |
|  | B4              | Sam Bird           | Maximilian Günther | 1:13.041        | 1:13.208    |                   |             |             |  |  |        |                   |          |
|  | B4              | Sam Bird           |                    |                 | 1:13.208    |                   |             |             |  |  |        |                   |          |
|  | B1              | Maximilian Günther | 1:12.881           |                 |             |                   |             |             |  |  |        |                   |          |

### Résultats des qualifications et grille de départ
| Pos. | Pilote                 | Écurie                           | Groupe de qualification | Qualifications Groupe | Qualifications Quart de finale | Qualifications Demi-finale | Qualifications Finale |
| ---- | ---------------------- | -------------------------------- | ----------------------- | --------------------- | ------------------------------ | -------------------------- | --------------------- |
| 1    | Pascal Wehrlein        | TAG Heuer Porsche Formula E Team | B                       | 1 min 13 s 713        | 1 min 12 s 846                 | 1 min 12 s 764             | 1 min 12 s 789        |
| 2    | Stoffel Vandoorne      | DS Penske                        | A                       | 1 min 13 s 849        | 1 min 13 s 028                 | 1 min 12 s 566             | 1 min 12 s 791        |
| 3    | Maximilian Günther     | Maserati MSG Racing              | B                       | 1 min 13 s 516        | 1 min 12 s 881                 | 1 min 13 s 041             |                       |
| 4    | Jean-Éric Vergne       | DS Penske                        | A                       | 1 min 13 s 731        | 1 min 12 s 917                 | 1 min 13 s 287             |                       |
| 5    | Mitch Evans            | Jaguar TCS Racing                | A                       | 1 min 13 s 858        | 1 min 13 s 184                 |                            |                       |
| 6    | Sam Bird               | Neom McLaren Formula E Team      | B                       | 1 min 13 s 786        | 1 min 13 s 208                 |                            |                       |
| 7    | Edoardo Mortara        | Mahindra Racing                  | B                       | 1 min 13 s 734        | 1 min 13 s 368                 |                            |                       |
| 8    | Nico Müller            | ABT CUPRA Formula E Team         | A                       | 1 min 13 s 867        |                                |                            |                       |
| 9    | António Félix da Costa | TAG Heuer Porsche Formula E Team | B                       | 1 min 13 s 791        |                                |                            |                       |
| 10   | Nick Cassidy           | Jaguar TCS Racing                | A                       | 1 min 13 s 878        |                                |                            |                       |
| 11   | Jake Dennis            | Andretti Formula E               | B                       | 1 min 13 s 844        |                                |                            |                       |
| 12   | Oliver Rowland         | Nissan Formula E Team            | A                       | 1 min 13 s 925        |                                |                            |                       |
| 13   | Jake Hughes            | Neom McLaren Formula E Team      | B                       | 1 min 13 s 870        |                                |                            |                       |
| 14   | Nyck de Vries          | Mahindra Racing                  | A                       | 1 min 13 s 935        |                                |                            |                       |
| 15   | Sacha Fenestraz        | Nissan Formula E Team            | B                       | 1 min 13 s 967        |                                |                            |                       |
| 16   | Lucas di Grassi        | ABT CUPRA Formula E Team         | A                       | 1 min 13 s 962        |                                |                            |                       |
| 17   | Jehan Daruvala         | Maserati MSG Racing              | B                       | 1 min 14 s 032        |                                |                            |                       |
| 18   | Robin Frijns           | Envision Racing                  | A                       | 1 min 13 s 987        |                                |                            |                       |
| 19   | Sébastien Buemi        | Envision Racing                  | B                       | 1 min 14 s 085        |                                |                            |                       |
| 20   | Sérgio Sette Câmara    | ERT Formula E Team               | A                       | 1 min 14 s 057        |                                |                            |                       |
| 21   | Dan Ticktum            | ERT Formula E Team               | B                       | 1 min 14 s 115        |                                |                            |                       |
| 22   | Norman Nato            | Andretti Formula E               | A                       | 1 min 14 s 146        |                                |                            |                       |

## Course

### Classement de la course
| Pos. | no | Pilote                 | Écurie                           | Tours | Temps/Abandon           | Grille | Points |
| ---- | -- | ---------------------- | -------------------------------- | ----- | ----------------------- | ------ | ------ |
| 1    | 8  | Sam Bird               | Neom McLaren Formula E Team      | 34    | 53 min 03 s 071         | 5      | 25     |
| 2    | 9  | Mitch Evans            | Jaguar TCS Racing                | 34    | +0 s 564                | 4      | 18     |
| 3    | 22 | Oliver Rowland         | Nissan Formula E Team            | 34    | +3 s 540                | 11     | 15     |
| 4    | 94 | Pascal Wehrlein        | TAG Heuer Porsche Formula E Team | 34    | +3 s 629                | 1      | 12 + 3 |
| 5    | 1  | Jake Dennis            | Andretti Formula E               | 34    | +3 s 722                | 10     | 10     |
| 6    | 13 | António Félix da Costa | TAG Heuer Porsche Formula E Team | 34    | +5 s 567                | 8      | 8      |
| 7    | 25 | Jean-Éric Vergne       | DS Penske                        | 34    | +6 s 006                | 3      | 6      |
| 8    | 2  | Stoffel Vandoorne      | DS Penske                        | 34    | +6 s 817                | 2      | 4      |
| 9    | 7  | Maximilian Günther     | Maserati MSG Racing              | 34    | +8 s 085                | 22     | 2      |
| 10   | 16 | Sébastien Buemi        | Envision Racing                  | 34    | +8 s 610                | 18     | 1 + 1  |
| 11   | 23 | Sacha Fenestraz        | Nissan Formula E Team            | 34    | +9 s 277                | 14     |        |
| 12   | 48 | Edoardo Mortara        | Mahindra Racing                  | 34    | +9 s 762                | 6      |        |
| 13   | 11 | Lucas di Grassi        | ABT CUPRA Formula E Team         | 34    | +10 s 819               | 15     |        |
| 14   | 21 | Nyck de Vries          | Mahindra Racing                  | 34    | +13 s 677               | 13     |        |
| 15   | 18 | Jehan Daruvala         | Maserati MSG Racing              | 34    | +14 s 379               | 16     |        |
| 16   | 33 | Dan Ticktum            | ERT Formula E Team               | 34    | +17 s 884               | 20     |        |
| 17   | 17 | Norman Nato            | Andretti Formula E               | 34    | +18 s 889 (+5 s)        | 21     |        |
| 18   | 4  | Robin Frijns           | Envision Racing                  | 34    | +19 s 124               | 17     |        |
| DNF  | 5  | Jake Hughes            | Neom McLaren Formula E Team      | 31    | Problème électrique     | 12     |        |
| DNF  | 51 | Nico Müller            | ABT CUPRA Formula E Team         | 25    | Problème électrique     | 7      |        |
| DNF  | 37 | Nick Cassidy           | Jaguar TCS Racing                | 14    | Accident                | 9      |        |
| DSQ  | 3  | Sérgio Sette Câmara    | ERT Formula E Team               | 34    | Trop d'énergie utilisée | 19     |        |

## Classements généraux à l'issue de la course
| Pos. | Pilote                 | Écurie    | Points |
| ---- | ---------------------- | --------- | ------ |
| 1    | Nick Cassidy           | Jaguar    | 57     |
| 2    | Pascal Wehrlein        | Porsche   | 53     |
| 3    | Mitch Evans            | Jaguar    | 39     |
| 4    | Jean-Éric Vergne       | DS Penske | 39     |
| 5    | Jake Dennis            | Andretti  | 38     |
| 6    | Sam Bird               | McLaren   | 37     |
| 7    | Oliver Rowland         | Nissan    | 33     |
| 8    | Maximilian Günther     | Maserati  | 22     |
| 9    | Sébastien Buemi        | Envision  | 20     |
| 10   | Robin Frijns           | Envision  | 19     |
| 11   | Jake Hughes            | McLaren   | 18     |
| 12   | Stoffel Vandoorne      | DS Penske | 18     |
| 13   | Norman Nato            | Andretti  | 9      |
| 14   | Sacha Fenestraz        | Nissan    | 8      |
| 15   | António Félix da Costa | Porsche   | 8      |
| 16   | Sérgio Sette Câmara    | ERT       | 2      |

| Pos. | Écurie                           | Points |
| ---- | -------------------------------- | ------ |
| 1    | Jaguar TCS Racing                | 96     |
| 2    | TAG Heuer Porsche Formula E Team | 61     |
| 3    | DS Penske                        | 57     |
| 4    | Neom McLaren Formula E Team      | 55     |
| 5    | Andretti Formula E               | 47     |
| 6    | Nissan Formula E Team            | 43     |
| 7    | Envision Racing                  | 39     |
| 8    | Maserati MSG Racing              | 22     |
| 9    | ERT Formula E Team               | 2      |

| Pos. | Écurie                       | Points |
| ---- | ---------------------------- | ------ |
| 1    | Jaguar                       | 123    |
| 2    | Porsche                      | 95     |
| 3    | Nissan                       | 88     |
| 4    | Stellantis                   | 71     |
| 5    | Electric Racing Technologies | 2      |